# Teodulfo
Teodulfo (también conocido como Teodulfo de Orleans; en francés, Théodulf o Théodulfe; en latín: Theodelphus) (Aragón, ¿750?-Angers, 18 de diciembre de 821) fue un religioso y santo hispano-godo que llegó a ser nombrado obispo de Orleans.

## Biografía
Nació en territorio de la marca hispánica, quizás en Zaragoza, de familia visigótica, de donde llega ya formado a la Academia Palatina inmensis casibus exul. En el año 794 Carlomagno le designa obispo de Orleans otorgándole la abadía de Fleury. En el mismo año de su nombramiento participa en el Concilio de Frankfurt de 794.
En el 798 se le designó como uno de los missi dominici de Septimania y sur de los Pirineos. En total los missi dominici eran cuatro: dos eclesiásticos y dos seglares, el otro eclesiástico fue Leidrad, obispo de Lyon (798–814) y los dos seculares seguramente eran condes, pero se ignora quiénes. Teodulfo escribió un relato de su tarea que los llevó por toda la Narbonense o Septimania. Salieron de Lyon siguiendo el Ródano y entraron en Septimania por Nîmes, a la cual describe como una villa considerable; después fueron a Magalona y Substantion, dejando Agda a la izquierda, llegaron a Béziers y de allí a Narbona, ciudad que Teodulfo elogia y compara a la de Arlés. También elogia la acogida de sus habitantes a los que llama sus parientes consanguíneos. De Narbona fueron a Carcasona y de esta a Redae (Rasez) desde donde regresaron a Narbona. Allí se celebró un placitum o asamblea de la provincia donde se reunió un gran número de eclesiásticos y seglares. Al finalizar el placitum, los comisarios fueron a la Provenza y acabaron su labor en Cavaillon. Se sabe que Leidrat fue, por orden especial de Carlomagno, al sur de los Pirineos para obligar al obispo Félix de Urgel a que abjurara de su herejía y mandarle que fuera al concilio que se celebraría el 800 en Aquisgrán.
A la vuelta del viaje, Teodulfo ejerció como obispo y simultáneamente como abad de Fleury, que después sería conocida como la abadía de Saint-Benoît-sur-Loire. En el 800 asistió a la coronación del emperador y en el 804 sucedió a Alcuino como consejero teológico de Carlomagno.
En 814 tras el fallecimiento del rey Carlomagno, en cuyo testamento se ve estampada su firma, accedió al trono su hijo Luis I el Piadoso. En el año 816 el papa Esteban IV le otorgó el palio. En el año 817 se desencadena la rebelión de Bernardo entre Bernardo I de Italia y Luis I. Una vez acallada la rebelión Bernardo I es encarcelado y Teodulfo es acusado de sedición siendo encerrado en un monasterio en Angers, donde murió. Durante su encierro compuso el himno Gloria laus et honor, que la liturgia católica todavía emplea hoy en el día del Domingo de Ramos.

## Obras

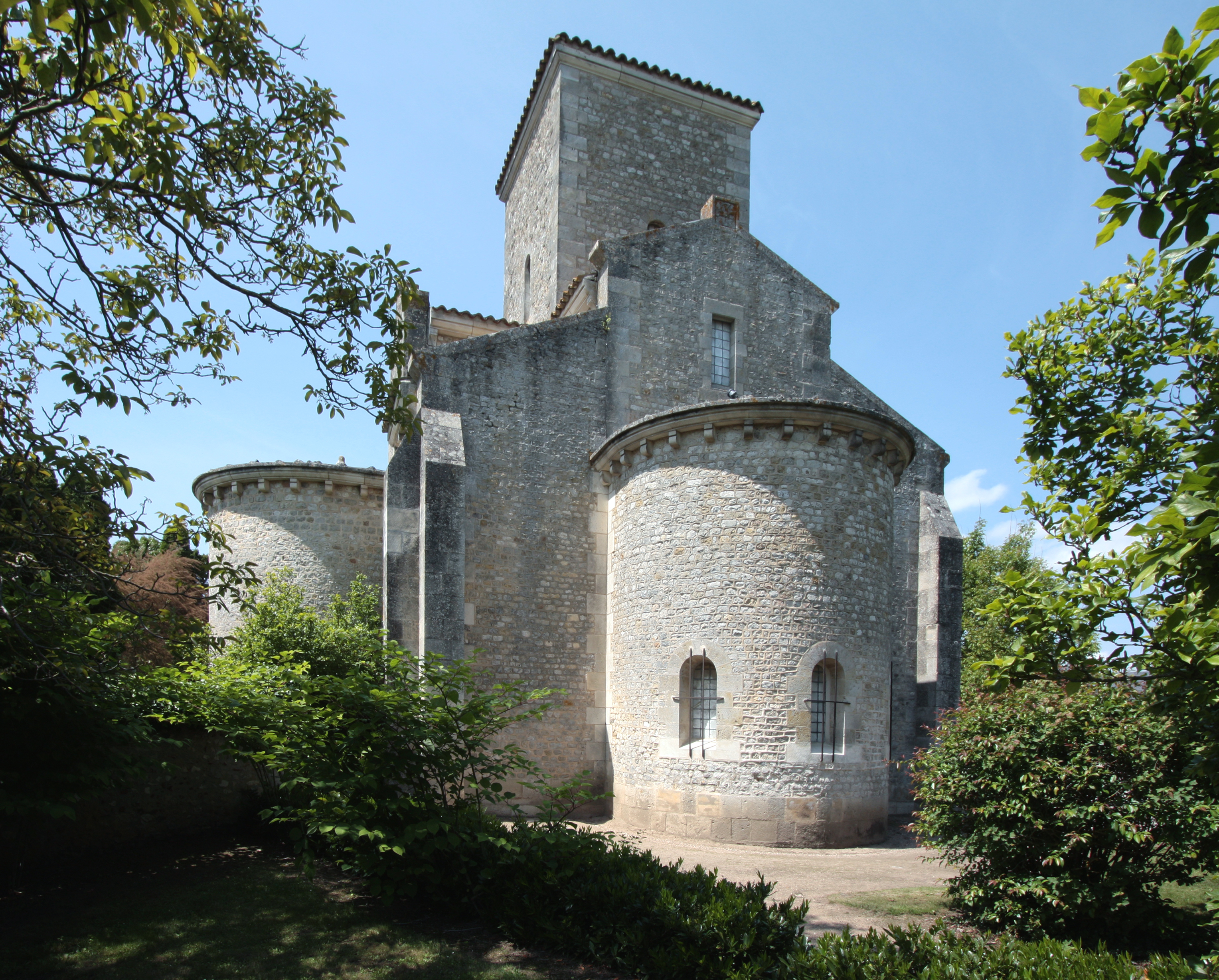
Oratorio de Germigny-des-Prés, una obra muy restaurada en el.

Teodulfo mandó construir el oratorio de Germigny-des-Prés, una de las escasas obras de la época carolingia que aún se conserva. Fue un miembro destacado de la Escuela palatina durante el denominado Renacimiento carolingio, un periodo de florecimiento intelectual durante la Alta Edad Media dirigida por el británico Alcuino de York. Por su refinada cultura, obtuvo entre sus contemporáneos el apelativo de Píndaro.
Teodulfo organizó la educación carolingia, sobre todo en Orleans, creó escuelas parroquiales, colegios episcopales de educación secundaria y escuelas monásticas, todo ello con el fin de capacitar a los administradores del Imperio. Reformó los hospitales y los puso bajo la administración de los conventos, en los cuales obligó a que primara la disciplina benedictina de oración y trabajo.
Compiló manuscritos de la Biblia y, anticipándose a los métodos de Lupo Servato, redactó algunos libros de enseñanza en los que las lecciones estaban claramente distinguidas unas de otras con títulos precisos. Escribió también obras históricas relacionadas con el reinado de Carlomagno.
Su obras son:
- De Spiritu Sancto
- Penitencial
- Gloria, laus et honor (himno litúrgico)
- Del bautismo
- Carminum libri sex
- Exhortación a los jueces.